# 柳班區
柳班區（羅馬化：Lyubanskiy rayon）是白俄羅斯中部明斯克州的一個區，行政中心为柳班，面積約1,913.75平方公里，2009年人口35,444，人口密度每平方公里18.51人。